# USTA Clay Court Classic
Lo USTA Clay Court Classic è stato un torneo di tennis facente parte dell'ATP Tour nel 1994. Era giocato a Pinehurst negli Stati Uniti su campi in terra rossa.

## Albo d'oro

### Singolare
| Anno | Vincitore         | Finalista      | Punteggio |
| ---- | ----------------- | -------------- | --------- |
| 1994 | Jason Stoltenberg | Gabriel Markus | 6-3 6-4   |

### Doppio
| Anno | Vincitori                            | Finalisti                | Punteggio     |
| ---- | ------------------------------------ | ------------------------ | ------------- |
| 1994 | Richey Reneberg Christo van Rensburg | Brian MacPhie David Witt | 2-6, 6-3, 6-2 |